# 이지민 (1996년)
이아진(1996년 5월 2일 ~ )은 대한민국의 뮤지컬 배우이다.

## 학력
- 계원예술고등학교 연극영화학과
- 중앙대학교 연극학과

## 출연작

### 뮤지컬
- 《금강》
- 《영웅》 - 링링 역
- 《번지점프를 하다》 - 혜주 역
- 《그날들》 - 하나 역
- 《헤어스프레이》 - 리틀이네즈 역
- 《굿바이걸》 - 루시 역
- 《애니》 - 애니 역
- 《사운드 오브 뮤직》
- 《구내과병원》 - 재은 역
- 《키다리아저씨》 - 제루샤 역
- 《차미》 - 차미호 역
- 《존경하는 엘레나 선생님》 - 랼랴 역
- 《태양의 노래》 - 서해나 역
- 《유진과 유진》 - 큰 유진 역
- 《이상한 나라의 아빠》 - 주영 역
- 《썸씽 로튼》 - 포샤 역
- 《넥스트 투 노멀》 - 나탈리 역
- 《스웨그에이지:외쳐, 조선》 ... 진 역

### 드라마
- 2023년 tvN 주말 미니시리즈 《일타 스캔들》 ... 효원 역
- 2023년 JTBC 수목 미니시리즈 《나쁜 엄마》 ... 강호 맞선녀 역